# Präsidentschaftswahl in Abchasien 2011
Die Präsidentschaftswahl in Abchasien 2011 fand am 26. August des Jahres statt. Sie waren nötig geworden, nachdem Sergei Bagapsch, bisheriger Präsident der international weitgehend nicht anerkannten Republik Abchasien, am 29. Mai 2011 im Amt verstorben war. Die Wahlen wurden von unabhängigen Beobachtern als relativ frei und als demokratischen Grundsätzen entsprechend bezeichnet.

## Kandidaten
Zur Wahl stellten sich drei Kandidaten:
- Alexander Ankwab, Interimspräsident (seit 2011), Vize-Präsident (2010–2011), Ministerpräsident (2005–2010)
- Raul Chadschimba, Vize-Präsident (2005–2009), Ministerpräsident (2003–2004), Verteidigungsminister (2002–2003)
- Sergei Schamba, Ministerpräsident (seit 2010), Außenminister (1997–2004, 2004–2010)

## Ergebnis
| Kandidat         | Stimmanteil |
| ---------------- | ----------- |
| Alexander Ankwab | 54,86 %     |
| Sergei Schamba   | 21,04 %     |
| Raul Chadschimba | 19,83 %     |